# Nina Towers
Die Nina Towers (chinesisch 如心廣場 / 如心广场, Pinyin Rúxīn Guǎngchǎng, Jyutping Jyu4sam1 Gwong2coeng4, englisch Nina Towers Complex), auch als Vision City Towers bekannt, sind ein Wolkenkratzerkomplex im Distrikt Tsuen Wan von Hongkong. Der 318,8 m hohe Teddy Tower, auch bekannt als Nina Tower I ist das höchste Gebäude der New Territories und gleichzeitig eine architektonische Landmarke dieser Region.

## Beschreibung
Der Wolkenkratzerkomplex mit den beiden Türmen Teddy Tower alias Nina Tower I (318,8 m) und Nina Tower alias Nina Tower II (163,7 m) wurde für die Nutzung als Büro- und Hotelkomplex konzipiert – zusammen auch als Nina Hotel Tsuen Wan West bekannt. Im 82-geschossigen Nina Tower I findet eine Mischnutzung mit Büroräumen vom 10. bis 39. Geschoss und Hotelräumen vom 4. bis 82. Geschoss statt. Im zweiten Turm, dem 42-geschossigen Nina Tower II, ist die Nutzung als reines Hotelhochhaus gedacht. Er ist auf dem 41. Obergeschoss über eine Sky Bridge mit dem Nina Tower I verbunden. Gleichzeitig ist auch die Sky Lobby auf dem 41. Geschoss zu finden. In den Geschossen fünf bis neun des Komplexes wird das Gebäude als Tagungs- und Kongresszentrum genutzt, während ein Einkaufszentrum sich vom Erdgeschoss bis zum dritten Obergeschoss erstreckt. Das Mischkonzern bzw. Bau- und Immobilienunternehmen Chinachem Group, Bauentwickler und Eigentümer der Immobilie, hat gleichzeitig seine Haupt- und Firmenzentrale im Nina Tower I.
Der Komplex ist nach der ehemaligen Eigentümerin von Chinachem, Nina Wang, benannt.

## Trivia
Bei einer karitativen Veranstaltung im Januar 2021 kletterte Lai Chi Wai im Rollstuhl per Seil den Nina Tower I hoch, musste kurz vor dem Ziel wetterbedingt jedoch abbrechen. Er konnte für diesen Versuch 5,2 Millionen HK$ (ca. 564.501 Euro oder 670.639 US-Dollar) Spendengelder sammeln.

## Galerie

Gebäude & Umgebung
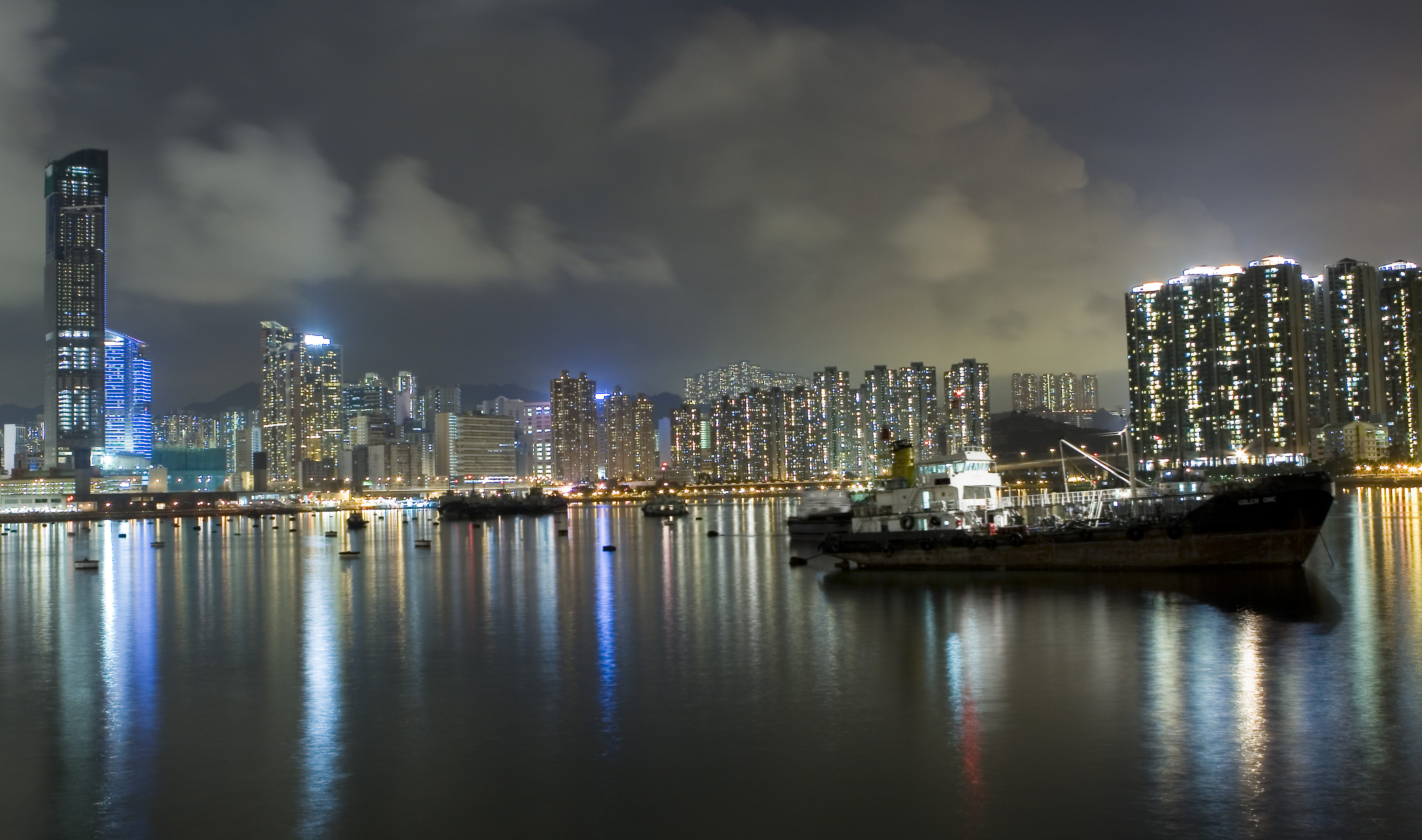
Tsuen Wan Skyline – Nacht, Sept. 2007
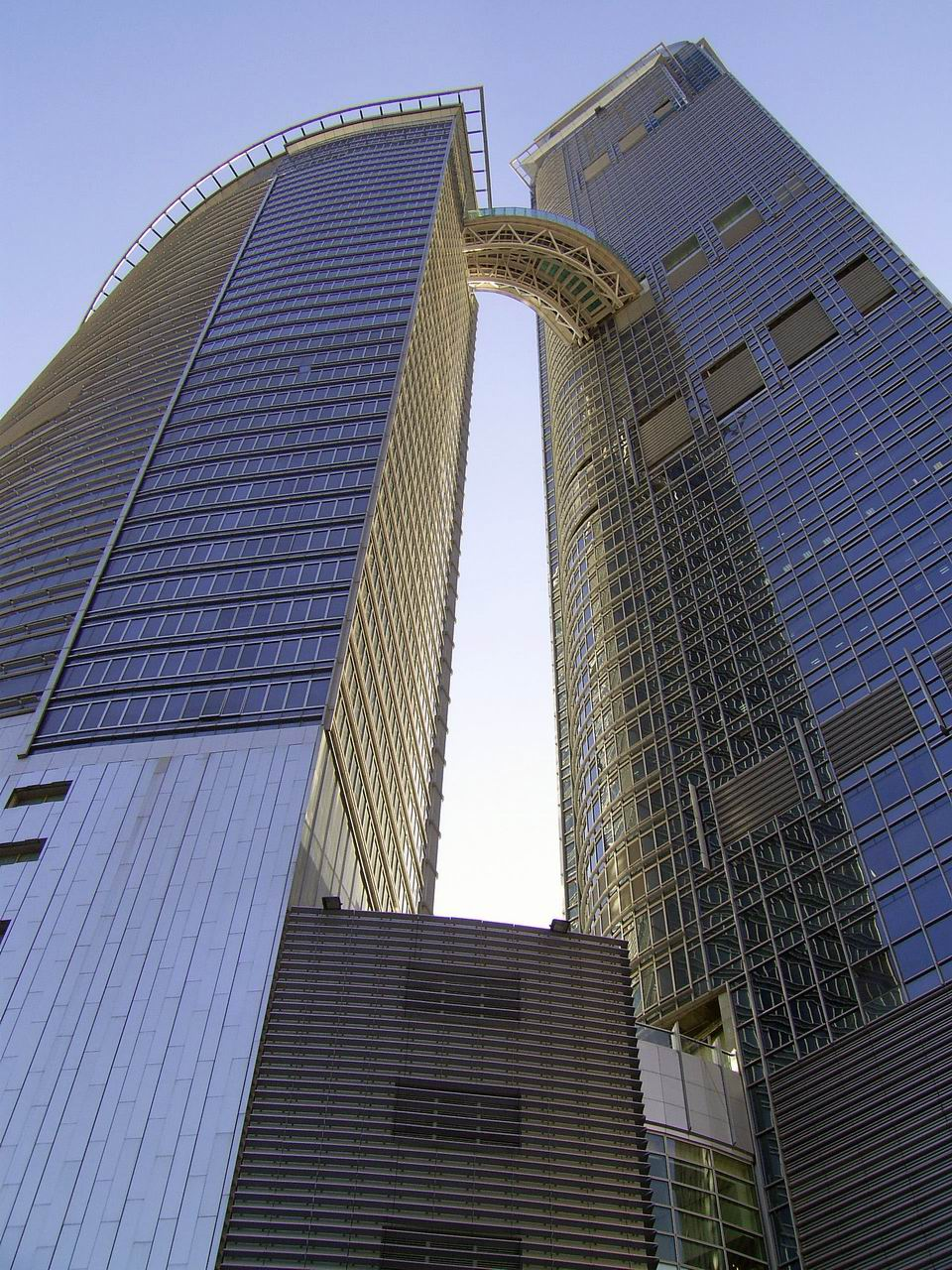
Sky Bridge – Außen, Dez. 2008
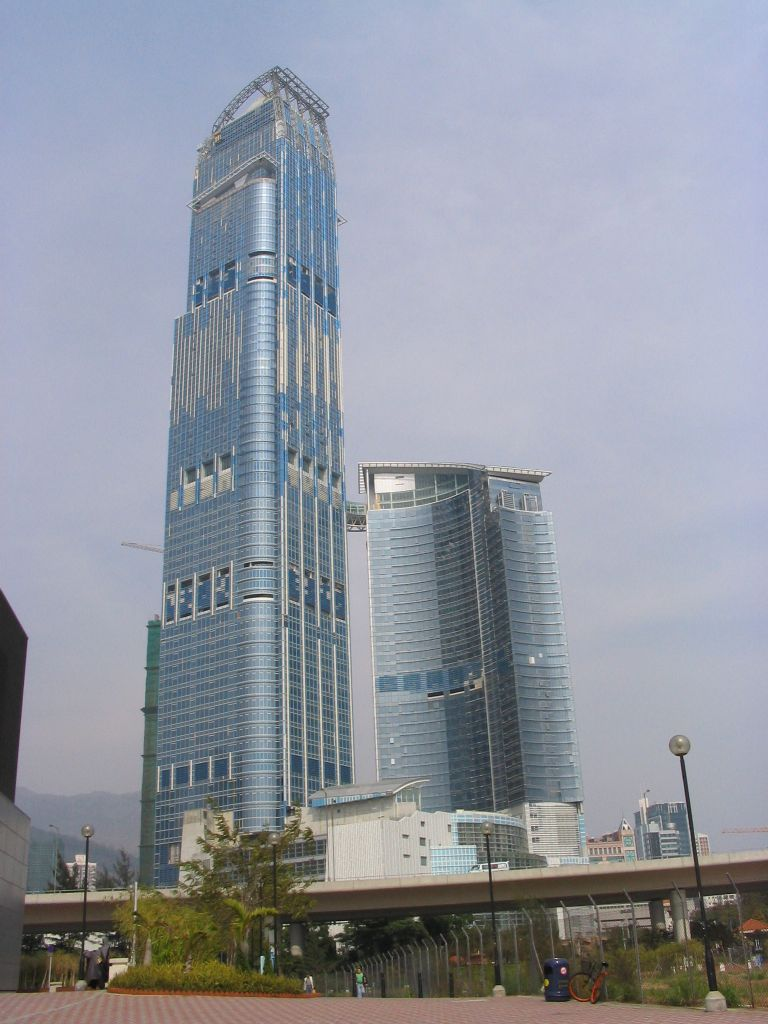
Teddy (links) & Nina Tower, Feb. 2006
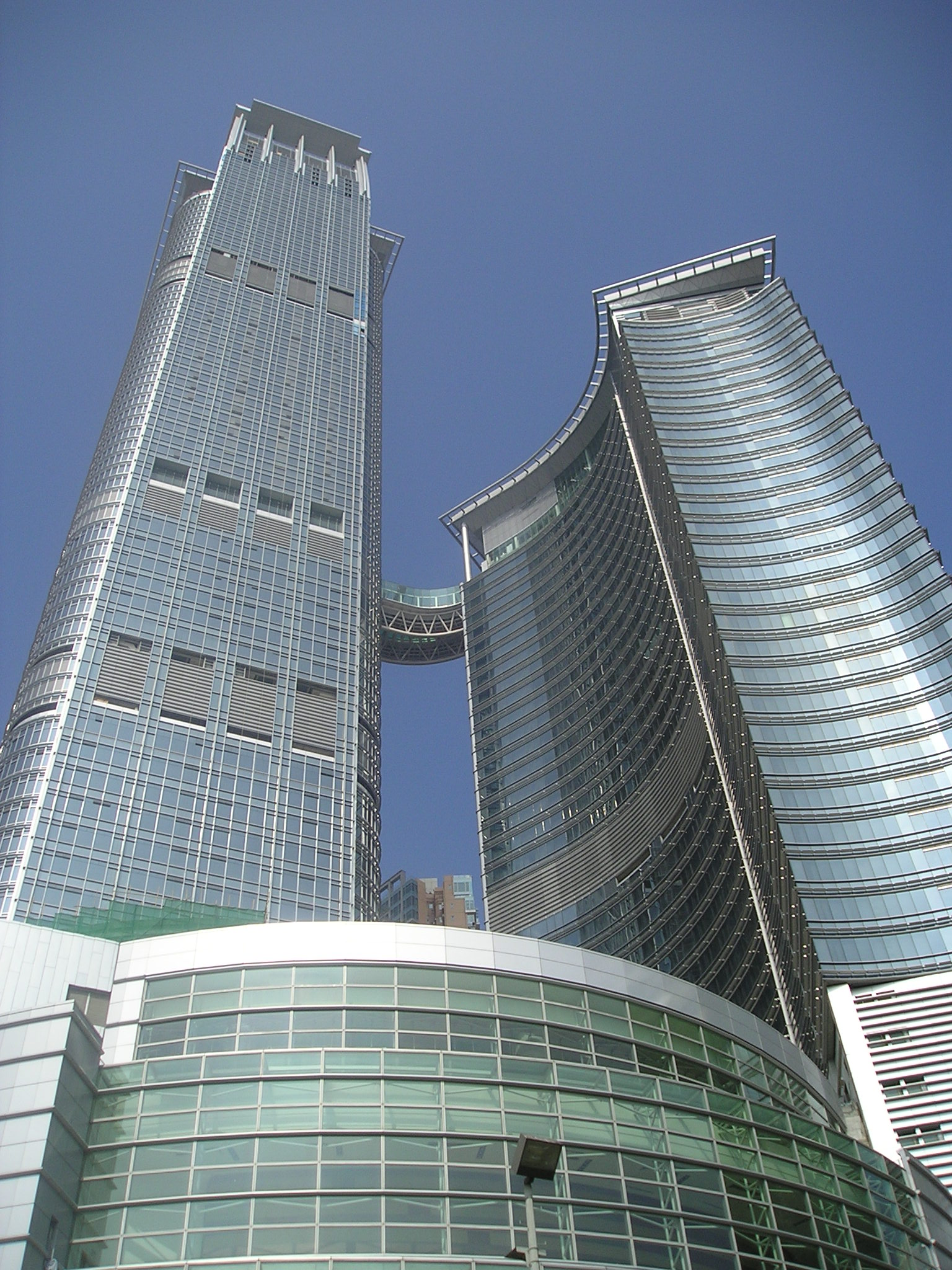
Nina Towers’ Convention Centre (vorn), Dez. 2007
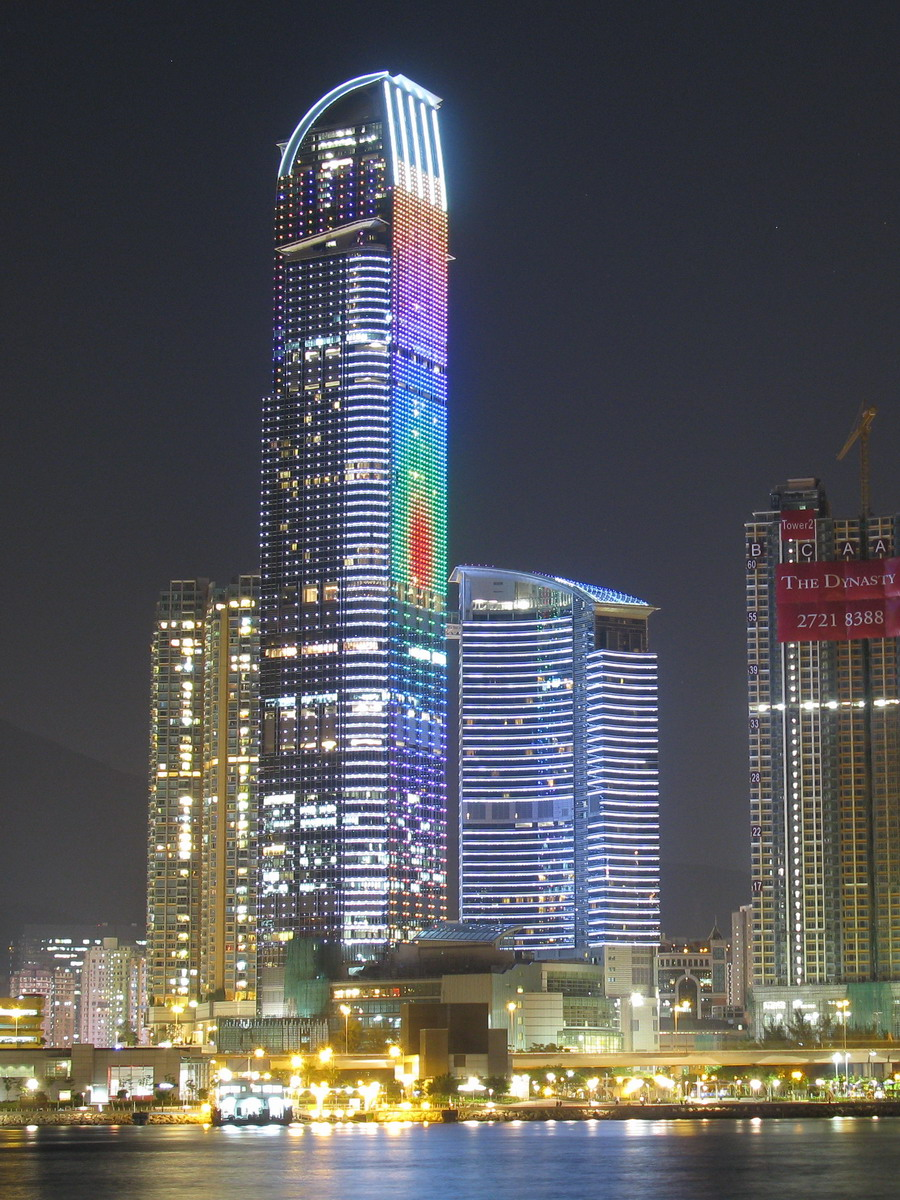
Nina Towers (I&II) – Nacht, Nov. 2008

Innen & Außen
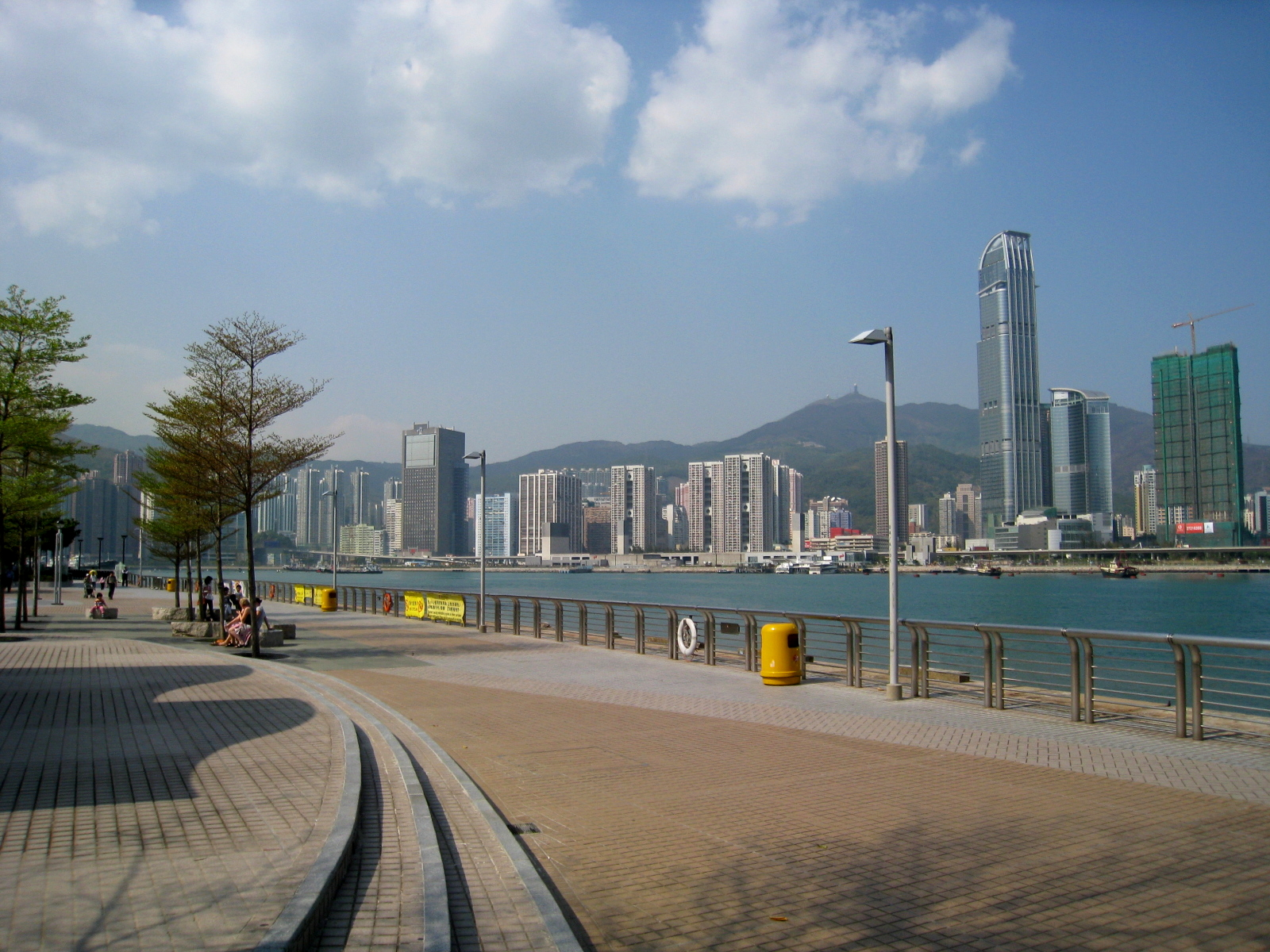
Tsuen Wan Skyline – Tag, März 2008
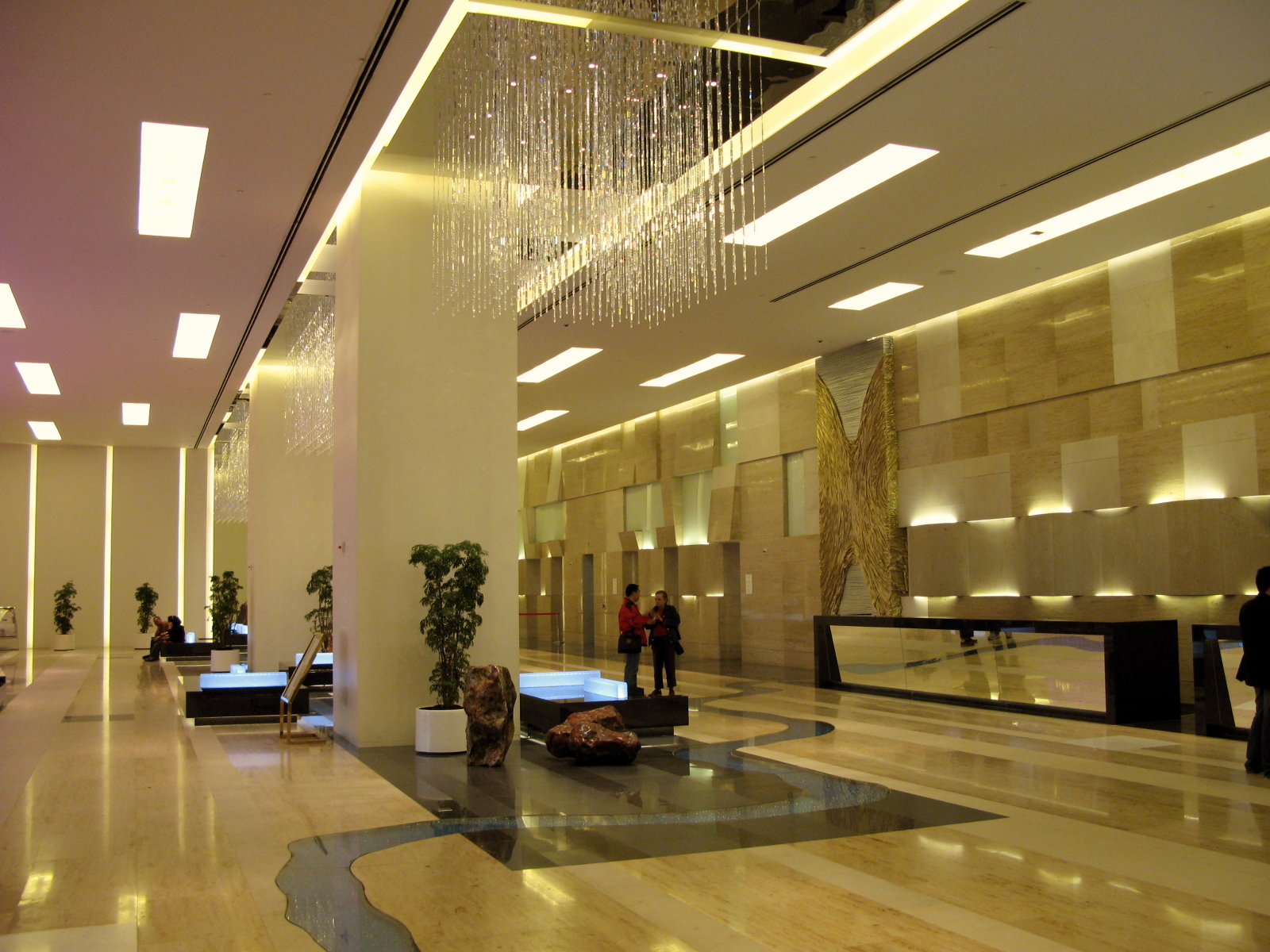
Hotellobby – Nina Tower, März 2008
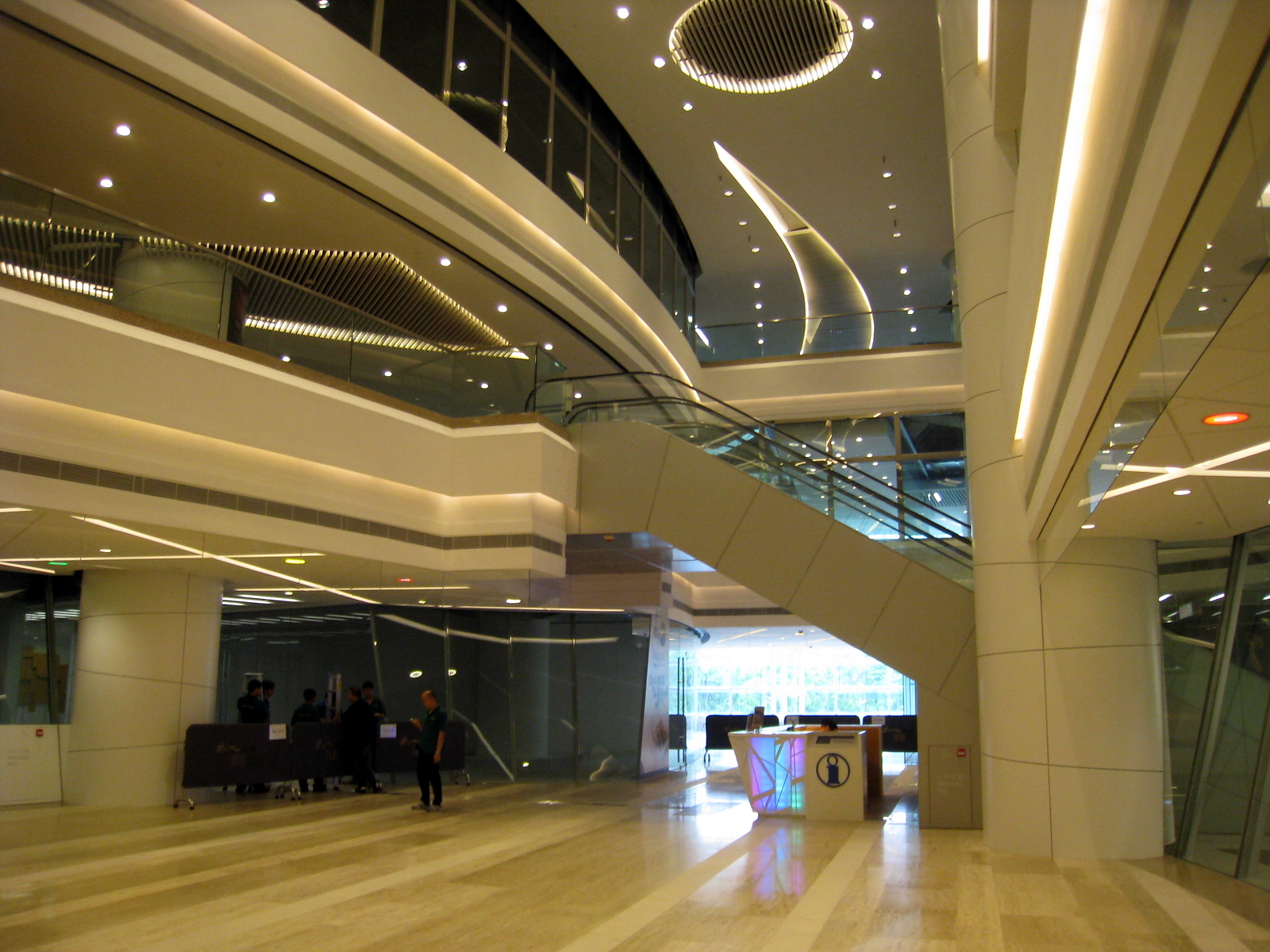
Shopping Mal – Nina Mall, Juli 2008
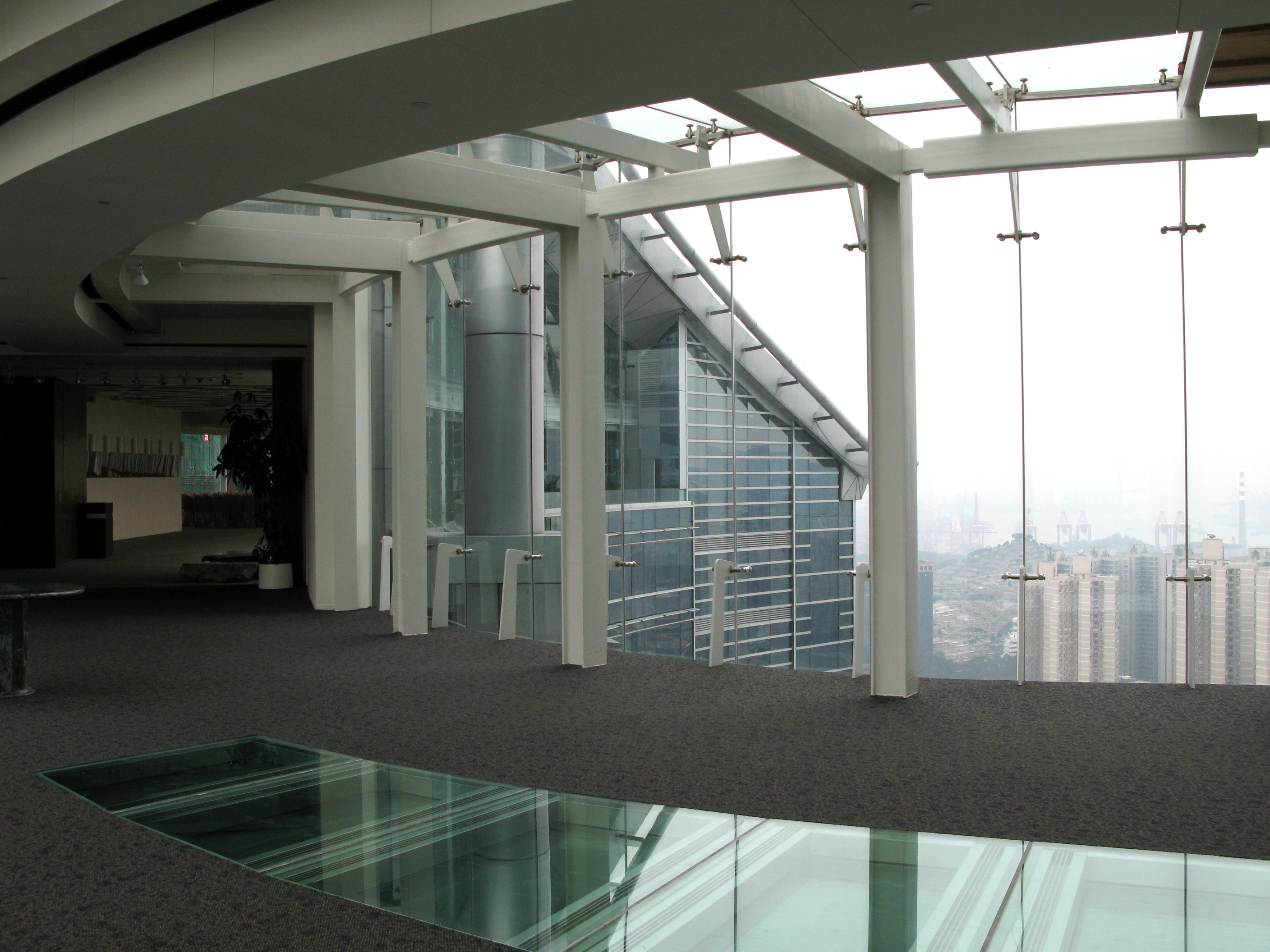
Sky Bridge – Innen, März 2008
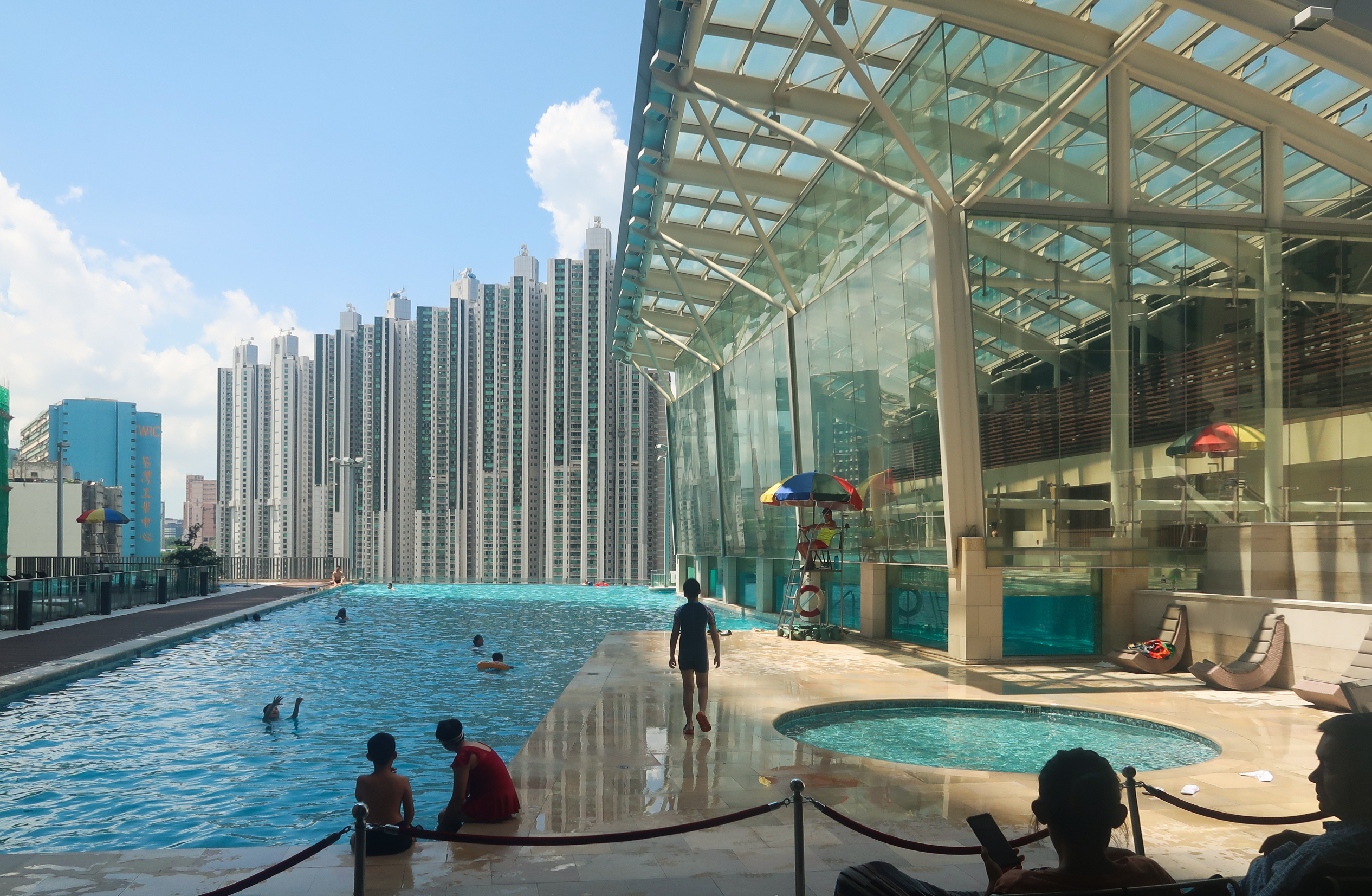
Freibad auf dem 9. Geschoss, Jul. 2018